# Elimia pybasi
Elimia pybasi är en snäckart som först beskrevs av I. Lea 1862.  Elimia pybasi ingår i släktet Elimia och familjen Pleuroceridae. IUCN kategoriserar arten globalt som sårbar. Inga underarter finns listade i Catalogue of Life.